# Hazel Grove and Bramhall
Hazel Grove and Bramhall är en unparished area i distriktet Stockport i grevskapet Greater Manchester i England. Det inkluderar Bramhall, Bramhall Moor, Hazel Grove, Norbury Moor och Torkington. Unparished area hade 41 202 invånare år 2001. Fram till 1974 var det ett separat distrikt.